# Stephanie Nguyen
Stephanie „Lil Steph'“ Nguyen (* 31. Dezember 1986 in Dänemark) ist eine dänische Tänzerin, Choreografin und  Schauspielerin.

## Leben
Stephanie Nguyen ist halb Dänin, halb Vietnamesin und wuchs in Kopenhagen auf. Im Alter von fünf Jahren nahm sie ihre ersten klassischen Tanzstunden. Als Teenager folgten dann Auftritte bei Top of the Pops, bei der von BBC produzierten Live-Show CD:UK und verschiedenen Sendungen des Disney Channel.
2007 gelang ihr auf dem jährlich stattfindenden Streetdance Battle Juste Debout in Paris mit dem Sieg in der Kategorie New Style der internationale Durchbruch als Tänzerin. Seitdem zählt die „Queen of Urban Dance“ zur Weltelite im Bereich Hip-Hop New Style.
2009 bekam sie ihre erste Rolle in einem Kinofilm, dem weltweit ersten in 3D produzierten Tanzfilm StreetDance 3D. Im Anschluss an die Dreharbeiten ging es wieder zurück auf die Bühne. Nguyen wurde von dem West-End-Regisseur and -Choreografen Anthony van Laast als Tänzerin für das Musical Blaze-The Sensational Streetdance Show engagiert wurde. Des Weiteren spielte sie eine Hauptrolle in Jerome Robbins’ Version des Musicals West Side Story im Gaswerk Theater in Kopenhagen. Im November 2010 trat sie zusammen mit den Flying Steps in der von Stefan Raab moderierten Show TV Total auf.
Seit 2009 wird sie regelmäßig als Dozentin für Hip-Hop-Workshops in ganz Europa engagiert. Sie leitete unter anderem Workshops in Madrid, Paris, Brüssel und an der Flying Steps Dance Academy in Berlin.
Ende September 2011 setzte sie sich bei einer Audition in London durch und wurde von Madonna für die MDNA-Welttournee als Tänzerin engagiert. Die Tournee begann am 31. Mai 2012 in Tel Aviv.

## Musicals
- 2008: West Side Story (Kopenhagen)
- 2010: Cleopatra (Paris)
- 2011: Blaze – The Sensational Street Dance Show

## Filme
- 2010: StreetDance 3D
- 2010: StreetDance: The Moves
- 2011: Beat The World
- 2012: StreetDance 2